# Панчаревски пролом
Панчаревският пролом (наричан още Урвички пролом и Урвичко дефиле) е дълбок и тесен пролом в горното течение на река Искър, на територията на Столична община. Отделя планините Плана и Витоша на югозапад и запад от Лозенската планина (част от Ихтиманска Средна гора) на североизток.

## Описание
Обхваща поречието на река Искър от стената на яз. Искър в северния край на Самоковската котловина, където надморската височина е около 786 m и завършва западно от село Герман в южния край на Софийската котловина на около 587 m н.в. Има дължина около 22 km и средна надморска височина около 700 m. Дълбочината му варира от 200-250 до 350 m. В началото и края на пролома в долинни разширения на реката са разположени селата Долни Пасарел, Кокаляне и Панчарево. В най-тясната част на пролома реката прави красив меандър, обявен за природна забележителност, където на десния ѝ бряг е разположена средновековната крепост Урвич, а на левия Кокалянският манастир. В пролома се намират Панчаревското езеро и язовир Пасарел, които са част от второто ниво на каскада Искър. Районът предлага чудесни условия за рекреация и развитие на алтернативен туризъм: балнеоложки, екологичен, културно-познавателен, спортен и развлекателен.
По-голямата част от пролома (участък от поречието на р. Искър с дължина 19 km.) попада в Националната екологична мрежа „Натура 2000“ и е включена в Защитена зона „Плана“ по директива за опазване на природните местообитания и на дивата флора и фауна.
По цялото протежение на пролома от юг на север преминава участък 23,2 km от второкласния Републикански път II-82 Костенец – Самоков – София (от km 59,9 до km 83,1).

## Културни и природни забележителности
- Средновековна крепост Урвич
- Кокалянски манастир
- Долнопасарелски манастир
- Панчаревски манастир
- Свети Илия (Урвич)
- ВЕЦ Панчарево (Старата юзина)

## Топографска карта
- Лист от карта K-34-59. Мащаб: 1 : 100 000.
- Лист от карта K-34-60. Мащаб: 1 : 100 000.